# Resolució 1048 del Consell de Seguretat de les Nacions Unides
La Resolució 1048 del Consell de Seguretat de les Nacions Unides fou adoptada per unanimitat el 29 de febrer de 1996. Després de recordar resolucions 841 (1993), 861 (1993), 862 (1993), 867 (1993), 873 (1993), 875 (1993), 905 (1994), 917 (1994), 933 (1994), 940 (1994), 944 (1994), 948 (1994), 964 (1994), 975 (1995) i 1007 (1995), sobre Haití, el Consell va prorrogar el mandat de la Missió de les Nacions Unides a Haití (UNMIH) durant quatre mesos fins al 30 de juny de 1996, i reduir la seva grandària.
El Consell de Seguretat va recordar l'acord de Governors Island i el Pacte de Nova York i va subratllar que el poder a Haití va ser transferit pacíficament al nou president elegit democràticament. Es van acollir els esforços de l'Organització d'Estats Americans (OEA) i es va avançar en l'establiment d'una força policial nacional i la recuperació del sistema legal.
La resolució va donar la benvinguda a l'elecció de René Préval i la transferència pacífica del poder el 7 de febrer de 1996. El secretari general Boutros Boutros-Ghali va recomanar que les Nacions Unides seguissin prestant assistència al Govern d'Haití i emfatitzà la importància d'una força policial que funcioni plenament. A efectes d'ajudar el govern, mantenir un entorn segur i la formació de la Policia Nacional d'Haití, el mandat de la UNMIH es va estendre durant quatre mesos. Els efectius i el nivell de policia de la UNMIH es va reduir a 1.200 i 300 respectivament.
Finalment, el Secretari General va considerar els plans per a la retirada de la UNMIH, i informar al Consell abans del 15 de juny de 1996 sobre les activitats de les Nacions Unides per promoure el desenvolupament a Haití.